# The New York Blade
The New York Blade is een krant in New York die zich richt op homoseksuelen, biseksuelen en transgenders. De krant is lid van de National Gay Newspaper Guild en bevat nieuws, entertainment en advertenties.

## Geschiedenis
De krant werd in 1997 gestart als een editie voor New York van de Washington Blade. De krant kwam onder vuur te staan van homoactivisten toen er indicaties waren dat Wilbur Ross betrokken zou zijn bij de krant. De krant werd in 2001, samen met de Washington Blade, overgenomen door Window Media, een groep van op homoseksuelen georiënteerde kranten die worden verspreid in de Verenigde Staten.